# Verano Rojo de 1919
El Verano Rojo de 1919 hace referencia a los disturbios de carácter racial ocurridos en más de una treintena de ciudades de los Estados Unidos durante el verano y principios del otoño de 1919.

## Terminología
El término Verano Rojo (en su original en inglés: Red Summer) es un término acuñado por el activista y escritor James Weldon Johnson. Secretario local desde 1916 de la Asociación Nacional para el Progreso de las Personas de Color (en inglés: National Association for the Advancement of Colored People o NAACP), Johnson contribuyó a construir y potenciar distintas ramas locales de la organización. En 1919, organizó protestas pacíficas contra la violencia racial de aquel verano.

## Historia
En la mayoría de los casos los disturbios se debían a que las personas de etnia blanca atacaban a los afroamericanos. En algunos casos, la población negra respondió con fuerza a los ataques, especialmente en Chicago, donde, junto a Washington D. C. y Elaine (Arkansas) se produjo el mayor número de víctimas mortales. Los disturbios se produjeron en el marco de la posguerra, motivados por la desmovilización de los veteranos de la Primera Guerra Mundial. Además, durante esta época, existían fuertes enemistades entre los afroamericanos y los inmigrantes europeos que rivalizaban por el trabajo en las principales ciudades estadounidenses como Nueva York, Baltimore, Boston o Filadelfia. En una época de fuertes protestas laborales, muchos industriales utilizaban a los negros como esquiroles, lo que aumentó el resentimiento.